# Hiếu Mục Thành Hoàng hậu
Hiếu Mục Thành Hoàng hậu (chữ Hán: 孝穆成皇后, tiếng Mãn: ᡥᡳᠶᠣᠣᡧᡠᠩᡤᠠ
 ᠴᡳᠪᠰᡠᠩᡤᠣ
 ᡧᠠᠩᡤᠠᠨ
 ᡥᡡᠸᠠᠩᡥᡝᠣ, Möllendorff: hiyoošungga cibsunggo šanggan hūwangheo, Abkai: hiyouxungga qibsunggo xanggan hvwangheu; 1781 - 17 tháng 2 năm 1808), là nguyên phối Đích phúc tấn của Thanh Tuyên Tông Đạo Quang Đế.
Bà kết hôn với Đạo Quang Đế khi ông còn là Hoàng nhị tử Mân Ninh của Gia Khánh Đế. Vì mất trước khi Hoàng tử Mân Ninh kế vị, bà chưa bao giờ được làm Hoàng hậu khi còn sống. Thụy hiệu Hoàng hậu của bà chỉ được truy phong khi Đạo Quang Đế đã lên ngôi.

## Tiểu sử

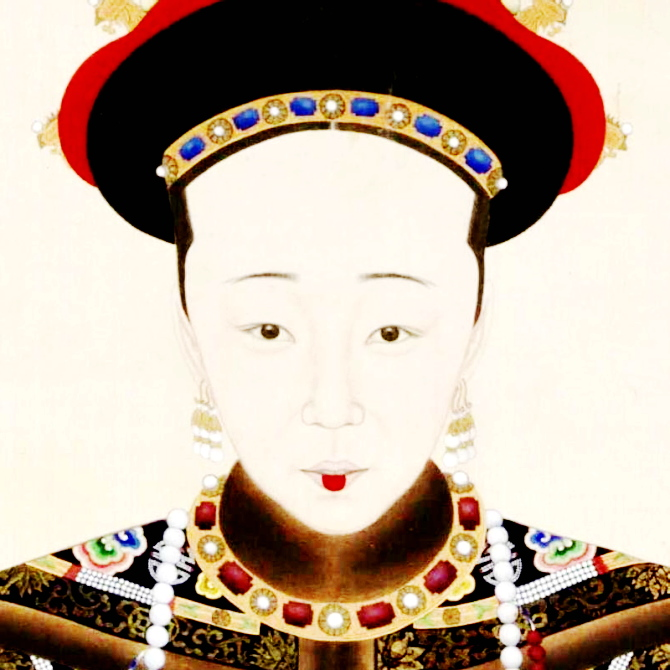
Hiếu Mục Thành Hoàng hậu Nữu Hỗ Lộc thị.

Hiếu Mục Thành Hoàng hậu sinh ra trong gia tộc Nữu Hỗ Lộc thị, Tương Hoàng kỳ Mãn Châu, là hậu duệ của Hoằng Nghị công Ngạch Diệc Đô, thuộc hệ 4 - phòng hệ của Nhất đẳng Khác Hi công Át Tất Long.
Cụ nội Nhất đẳng Xác Kính công Doãn Đức (尹德) là con trai thứ tư của Át Tất Long, sinh ra A Lý Cổn (阿里袞) chính là tổ phụ bà. A Lý Cổn có bốn con trai, con trưởng Phong Thăng Ngạch (豐升額) thừa hưởng tước Công, còn một tước Tử thì Phong Thăng Ngạch liền đem cho người em út, cũng chính là cha của bà, tức Bố Ngạn Đạt Lãi (布彥達賚). Bố Ngạn Đạt Lãi nguyên nhậm Thượng thư bộ Công, sau được tặng [Tam đẳng Thừa Ân công; 三等承恩公]. Mẹ bà là Ô Nhã thị, là cháu gái của Tổng đốc Thạc Sắc (碩色), thuộc dòng dõi của Hiếu Cung Nhân Hoàng hậu. Trong gia đình bà cũng có nữ quyến không tồi, tam bá mẫu là cháu gái của Ngạc Nhĩ Thái; 12 vị cô mẫu, một gả cho Vĩnh Mạn (永蔓) là cháu của Di Hiền Thân vương Dận Tường, một người lấy Khánh Hy Thân vương Vĩnh Lân. Trong nhà bà có ba con trai và một mình bà là con gái, 2 người con lớn chết, chỉ có em trai bà là còn sống đến khi trưởng thành.
Căn cứ lệ thành hôn của Hoàng tử nhà Thanh, bà hẳn là được trực tiếp chọn lựa làm Đích Phúc tấn cho Đạo Quang Đế (khi ấy đang là Hoàng tử) trong đợt Bát Kỳ tuyển tú. Theo như lời lẽ trong sách phong truy phong Hoàng hậu về sau của bà, thì là khoảng đầu năm Gia Khánh, tầm giữa năm hoặc hơn. Như vậy, Hiếu Mục Thành Hoàng hậu liền lấy thân phận "Hoàng nhị tử Phúc tấn" mà vào cung. Đáng chú ý chính là, tuy theo ý Gia Khánh Đế rằng sau khi Càn Long Đế qua đời (1799), Gia Khánh Đế mới công nhận đã bắt đầu chọn Mân Ninh làm Trữ quân, nhưng theo cách chọn bà làm Đích Phúc tấn, cộng thêm thời điểm đó Mân Ninh là con thành niên lớn nhất, lại là Đích tử, thì ngay tại đầu năm Gia Khánh việc Mân Ninh là Trữ quân đã được định.
Năm Gia Khánh nguyên niên (1796), ngày 24 tháng 11, hôn lễ cử hành. Trong thời gian làm Phúc tấn, bà không có bất kỳ người con nào với ông. Hành trạng của bà cũng không ghi lại được nhiều. Năm thứ 13 (1808), ngày 21 tháng 1 (tức ngày 17 tháng 2 dương lịch), Phúc tấn Nữu Hỗ Lộc thị qua đời khi còn khá trẻ, năm 28 tuổi. Năm thứ 16 (1811), ngày 17 tháng 11, tạm an ở Vương Tá thôn (王佐村).

## Truy phong Hoàng hậu
Năm Gia Khánh thứ 25 (1820), tháng 7, Gia Khánh Đế băng hà, Trí Thân vương Mân Ninh kế nghiệp, tức là [Đạo Quang Đế]. Tháng 9, Đạo Quang Đế dụ Nội các, truy phong Đích phi Nữu Hỗ Lộc thị làm Hoàng hậu. Tháng 10, định thụy hiệu cho Hoàng hậu là Hiếu Mục Hoàng hậu (孝穆皇后). Năm sau (1821), truy phong cha bà Bố Ngạn Đạt Lãi làm [Tam đẳng Thừa Ân công], con cháu tập tước.
Năm Đạo Quang nguyên niên (1821), ngày 12 tháng 6 (âm lịch), mệnh Trịnh Thân vương Ô Nhĩ Cung A làm Chính sứ, Thuận Thừa Quận vương Luân Trụ làm Phó sứ, tiến hành đại điển lễ truy thụy hiệu cho Hiếu Mục Hoàng hậu. Chiếu cáo thiên hạ.
Sách thụy văn viết:
| “                                  | 朕惟宫闱赞治。储祥徵文定之初。＜??闲＞策扬辉。配极溯坤元之始。抚宸枢而绍统。追念仪型。稽典礼以崇封。式隆位号。皇后钮祜禄氏簪缨望族。图史遗规。秉性冲和。持躬端谨。入龙楼而作俪。度协圭璋。调凤管以相成。音谐琴瑟。洁脩奉膳。柔嘉而益励恭勤。昧旦瞻星。戒警而弥彰静好。早从潜邸。迪彝训于翚衣。夙入内朝。佐同功于茧馆。属以琼蕤掩彩。蕙质韬芬。时纡轸于中怀。每怆思于令德。忆昔藩封肇锡。曾邀金册之光。即今宝祚初膺。宜表璇宫之范。孝原爱敬。洵为百行称先。穆本肃雍。允合二南化始。周书之推恪慎。无忝所生。尔雅之媲休嘉。有秩斯祜。兹以册宝、追封为孝穆皇后。于戏。悼含章之未曜。弥怀辅相于兰闱。示继序其不忘。用著芳馨于椒殿。典常聿备。灵爽惟钦。 . Trẫm duy cung vi tán trị. Trữ tường trưng văn định chi sơ. ＜??＞ sách dương huy. Phối cực tố khôn nguyên chi thủy. Phủ thần xu nhi thiệu thống. Truy niệm nghi hình. Kê điển lễ dĩ sùng phong. Thức long vị hào. Hoàng hậu Nữu Hỗ Lộc thị, trâm anh vọng tộc, đồ sử di quy, bỉnh tính trùng hòa, trì cung đoan cẩn. Nhập long lâu nhi tác lệ. Độ hiệp khuê chương. Điều phượng quản dĩ tương thành. Âm hài cầm sắt. Khiết tu phụng thiện. Nhu gia nhi ích lệ cung cần. Muội đán chiêm tinh. Giới cảnh nhi di chương tĩnh hảo. Tảo tòng tiềm để. Địch di huấn vu huy y. Túc nhập nội triều. Tá đồng công vu kiển quán. Chúc dĩ quỳnh nhuy yểm thải. Huệ chất thao phân. Thời hu chẩn vu trung hoài. Mỗi sảng tư vu lệnh đức. Ức tích phiên phong triệu tích. Tằng yêu kim sách chi quang. Tức kim bảo tộ sơ ưng. Nghi biểu toàn cung chi phạm. Hiếu nguyên ái kính. Tuân vi bách hành xưng tiên. Mục bổn túc ung. Duẫn hợp nhị nam hóa thủy. Chu thư chi thôi khác thận. Vô thiểm sở sinh. Nhĩ nhã chi bễ hưu gia. Hữu trật tư hỗ. Tư dĩ sách bảo, truy phong vi: Hiếu Mục Hoàng hậu. Vu hí! Điệu hàm chương chi vị diệu. Di hoài phụ tương vu lan vi. Kỳ kế tự kỳ bất vong. Dụng trứ phương hinh vu tiêu điện. Điển thường duật bị. Linh sảng duy khâm. | ” |
| — Hiếu Mục Hoàng hậu sách thụy văn | |   |

Năm Đạo Quang thứ 2 (1822), ngày 6 tháng 11, làm lễ thăng phụ thần vị của Hiếu Mục Hoàng hậu lên Phụng Tiên điện.

## Nhập táng Địa cung
Năm Đạo Quang thứ 7 (1827), 13 tháng 9, giờ Mão, di táng tử cung, ngày 22 tháng 9 chính thức đưa vào Bảo Hoa Dục Vạn niên cát địa (寶華峪萬年吉地), thuộc Thanh Đông lăng. Năm thứ 8 (1828), địa cung bị lũ lụt, vào ngày 4 tháng 5 năm thứ 9 (1829) lại đem tử cung của Hiếu Mục Hoàng hậu tạm an ở Bảo Hoa Dục Chính điện (寶華峪正殿). Năm Đạo Quang thứ 15 (1835), ngày 20 tháng 8, giờ Sửu, chính thức đem tử cung của Hiếu Mục Hoàng hậu đến Long Tuyền Dục Vạn niên cát địa (龙泉峪萬年吉地) ở Thanh Đông lăng. Ngày 11 tháng 12, giờ Mão, phụng an địa cung.
Năm Đạo Quang thứ 30 (1850), ngày 22 tháng 9, Hàm Phong Đế truy dâng thêm thụy hiệu cho Hiếu Mục Hoàng hậu, gọi là Hiếu Mục Ôn Hậu Trang Túc Đoan Thành Phu Thiên Dụ Thánh Thành Hoàng hậu (孝穆溫厚莊肅耑誠孚天裕聖成皇后). Năm Hàm Phong thứ 2 (1852), ngày 7 tháng 3, đưa thần vị của Hiếu Mục Thành Hoàng hậu, cùng với Hiếu Thận Thành Hoàng hậu và Hiếu Toàn Thành Hoàng hậu cung phụng Thái Miếu, Phụng Tiên điện.
Về sau, Đồng Trị, Quang Tự dâng thêm thụy hiệu, đầy đủ là Hiếu Mục Ôn Hậu Trang Túc Đoan Thành Khác Huệ Khoan Khâm Phu Thiên Dụ Thánh Thành Hoàng hậu (孝穆溫厚莊肅耑誠恪惠寬欽孚天裕聖成皇后).